# Чіпширинська-1 (печера)
Печера Чіпширинська-1 розташована в  Абхазії,  Гудаутському районі, на  Бзибському масиві.
Протяжність 180 м, проективна довжина 75 м, глибина −117 м, площа 140 м², об'єм 1600 м³.

## Складнощі проходження печери
Категорія складності 2А.

## Опис печери
Шахта починається серією колодязів (10, 31, 7 м). Після 7-метрового колодязя є уступ, що переходить у калібр. Далі йде серія уступів по 1-3 м, що приводить до 18-метрового колодязя і до колодязя 29 м, який закінчується вузькою непрохідною щілиною. Натічні утворення представлені покривними натіканнями, сталактитами і сталагмітами.
Закладена в верхньоюрських вапняках.

## Історія дослідження
Відкрито і досліджено в 1973 році експедицією томських спелеологів (керівник В. Д. Чуйков).